# Saimiri oerstedii citrinellus
Saimiri oerstedii citrinellus é uma subespécie de Saimiri oerstedii. É endêmico da Costa Rica, ocorrendo na costa do Oceano Pacífico. O limite norte é Rio Tulin e o limite sul é Rio Grande de Terraba.  Ao suld de Rio Grande de Terraba, é substituído por Saimiri oerstedii oerstedii.  As populações são muito fragmentadas, e a subespécie não ocorre em vários locais de sua distribuição original. É a subespécie de macaco-de-cheiro centro-americano que ocorre no Parque Nacional Manuel Antonio na Costa Rica.
S. o. citrinellus é laranja ou vermelho-alaranjado, com um capuz preto. Difere de Saimiri oerstedii oerstedii pois seus membros são menos amarelados. Alguns autores consideram o capuz de S. o. citrinellus menos preto que de S. o oerstedii mas alguns autores consideram essa característica muito variável entre as subespécies.
Adultos têm entre 26,6 e 29,1 cm de comprimento, excluindo a cauda, e pesam entre 600 e 950 g.  A cauda é mais longa do qu o corpo, tendo entre 36,2 e 38,9 cm.
Essa subespécie tem sido listada como "em perigo", pela IUCN. É uma situação melhor, quando comparada com avaliações anteriores, em que foi considerado como "criticamente em perigo". Isso se deve à distribuição restrita a uma área de 3500 km² e à perda de habitat. Há esforços conservacionistas na Costa Rica para essa subespécie.